# بیل استورر
بیل استورر (انگلیسی: Bill Storer; ۲۵ ژانویهٔ ۱۸۶۷ – ۲۸ فوریهٔ ۱۹۱۲) بازیکن کریکت، و بازیکن فوتبال اهل پادشاهی متحد بریتانیای کبیر و ایرلند بود.